# 278号美国国道

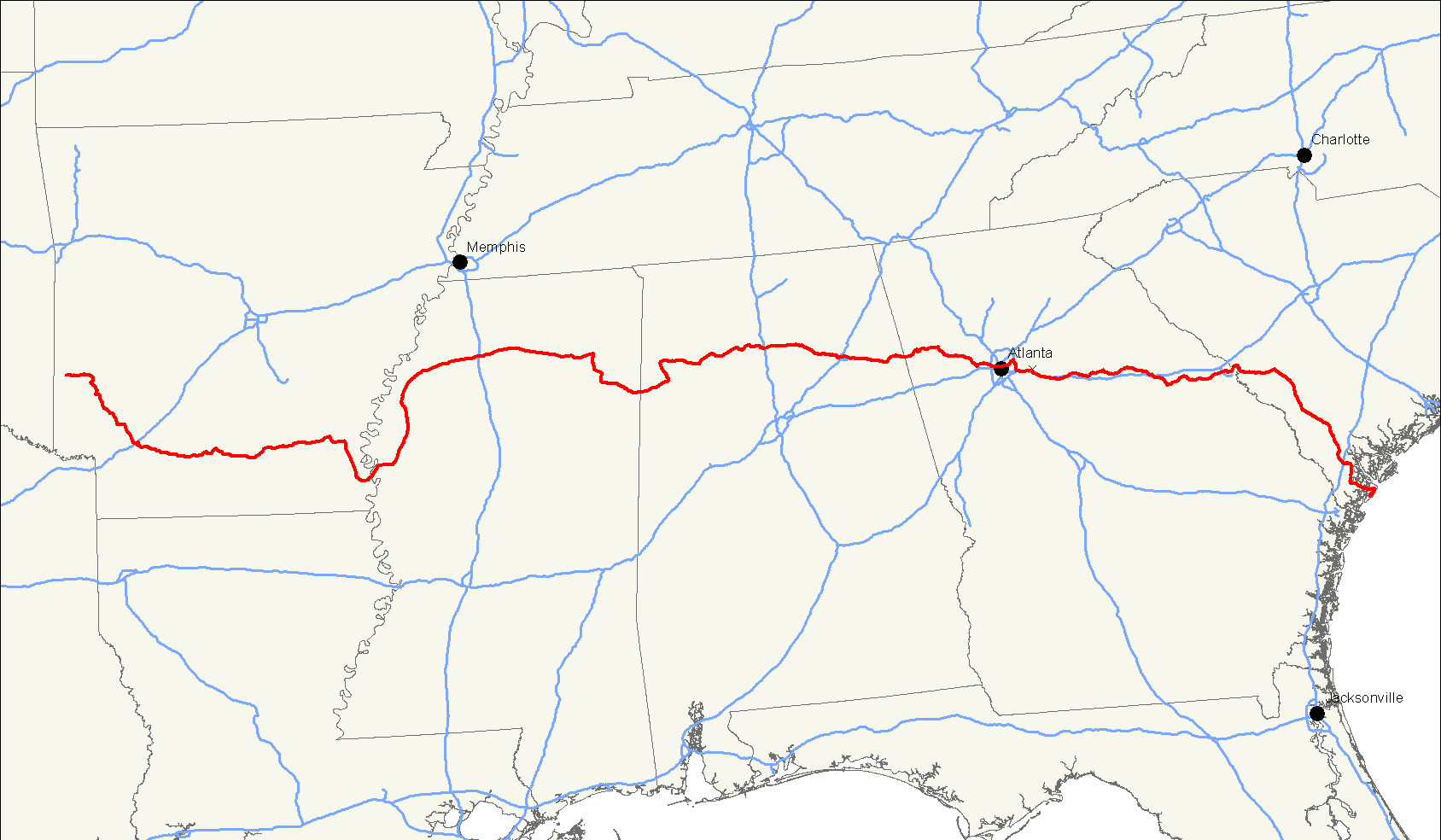
278号美国国道线路

278号美国国道（英語：U.S. Route 278）是78号美国国道的一条辅助线，长1728公里，东起南卡罗来纳州希尔顿黑德岛，西至阿肯色州威克斯与71号美国国道交汇。这条公路穿过该城市和城镇有佐治亚州的奥古斯塔、亚特兰大、阿拉巴马州的加兹登和卡尔曼，以及密西西比州的图珀洛、牛津,和格林威尔和阿肯色州的霍普。